# Idiomacromerus mayri
Idiomacromerus mayri är en stekelart som först beskrevs av Wachtl 1883.  Idiomacromerus mayri ingår i släktet Idiomacromerus och familjen gallglanssteklar. Inga underarter finns listade i Catalogue of Life.